# Domenico Matteucci
Domenico Matteucci (* 1. März 1895 in Ravenna; † 19. Juli 1976 ebenda) war ein italienischer Sportschütze.

## Erfolge
Domenico Matteucci nahm an den Olympischen Spielen 1932 in Los Angeles teil, bei denen er mit der Schnellfeuerpistole auf 25 m antrat. Gemeinsam mit elf weiteren Konkurrenten erzielte er zunächst die Maximalpunktzahl von 18 Treffern, sodass es im Anschluss zu mehreren Stechen kam. Matteucci überstand drei dieser Runden ohne Fehlschuss, ehe nur noch Renzo Morigi, Heinz Hax und er um die Medaillen kämpften. In der vierten Runde des Stechens traf Morigi erneut alle Ziele, während Hax zwei verfehlte und Matteucci lediglich auf drei Treffer kam, womit dieser die Bronzemedaille gewann.